# 中国左翼文化界总同盟
中国左翼文化界总同盟，简称“文总”，是1930年至1936年间由中国共产党中央“文化工作委员会”（简称“文委”）的领导下，对抗国民党的文化“围剿”的进步文化团体的不公开地下联合组织。目的是与中国国民党争取宣传阵地，吸引广大民众支持其思想。团体成员包括：中国社会科学家联盟（“社盟”）、中国左翼戏剧家联盟（“剧盟”）、中国左翼新闻记者联盟（“记联”）以及中国左翼教育工作者联盟（“教联”）、中国左翼美术家联盟（“美联”）、音乐小组、中国电影文化协会（及中共电影小组）、中国普罗世界语者同盟（世界语小组）等8个团体。阳翰笙任“文总”党团书记。

## 历史
1929年6月至7月间，中共六届二中全会决定成立中央文化工作委员会（简称“文委”），年仅23岁的潘汉年被任命为党的第一任文委书记。中央总负责任李立三决定停止关于无产阶级革命文学的论争。随后通过中宣部、江苏省委宣传部贯彻中央精神，亲自找鲁迅、创造社与太阳社骨干阳翰笙、冯雪峰、夏衍、柔石、冯乃超、李初梨、钱杏邨谈话，提出停止论争，建立作家联合组织，这就是后来的‘左联’。
1930年10月文总在上海正式成立。潘汉年任“文总”党团第一任书记。1932年11月创办了机关刊物《文化月报》。1936年初为推动抗日民族统一战线而自动停止活动。
1932年，为反击“文化围剿”，阳翰笙与田汉等“文总”各团体负责人共同筹划，抽调金山、赵丹等“剧协”成员，聂耳、吕骥、贺绿汀等音乐人开辟电影战线，拍摄进步电影，成为左翼文化运动的重心。阳翰笙代表“文总”党团组织着力培养聂耳、王莹、陈波儿等青年艺术工作者入党，成为进步电影骨干。左翼电影战线逐步控制了明星、联华、艺华、电通、天一等电影公司。
1935年2月，上海文委领导成员遭到大逮捕，2月19日晨，阳翰笙在南京的家里被国民党抓捕，同田汉等一起被投入南京老虎桥监狱。只有周扬和夏衍幸免。文委失去了与中共中央的联系。1935年11月，《密勒氏评论报》记者史沫特莱接到了左联驻国际革命作家联盟代表萧三的信，在内山书店将这封信转交给鲁迅；鲁迅将信通过左联行政书记胡风、左联组织部长及党团成员王尧山，辗转交给当时左联的党团书记周扬。信中，箫三猛烈抨击了左联的宗派主义与关门主义现状：

左联内部工作许多表现，也绝不似一个文学团体和作家的组织，不是教育作家，吸引文人到反帝反复古之联合战线方面来的组织，而是一个政党，简单说，就是共产党！一般人也认为左联便是共产党。加入左联便要砍头  ――  这在文人是要想一下子才能决定的呵。”
“取消左联，发宣言解散它，另外发起、组织一个广大的文学团体。”

上海文委一接到箫三的指示信，“毫不迟疑地决定解散左联和文委所属各联（社联、剧联、美联等），另行组织更广泛的文化、文艺团体”，即中国文艺家协会，“凡是主张抗日救亡的文艺工作者都可以参加”。鲁迅赞成组建更广泛的文艺界抗日统一战线组织，但坚决不同意周扬、夏衍解散左联。解散左联的事只好被暂时搁置起来。胡乔木作为新任的中国左翼文化界总同盟（“文总”）党团书记，认为要成立的文艺界统一战线团体是群众团体，左联也是群众团体。在一个群众团体里面秘密存在另一个群众团体，就会造成宗派主义，这不好，而且会使左联具有第二党的性质，更不好。最终鲁迅同意解散左联，但要求发表一个公开声明，否则“无声无息地解散，则会被社会上认为我们经不起国民党的压迫，自行溃散了”。
1935年12月17日，长征后的中共中央在陕北举行瓦窑堡会议，决定建立抗日民族统一战线。
1936年春，为了建立文艺界抗日民族统一战线，在莫斯科的中共中央代表王明、康生通过萧三指示解散左联；鲁迅和茅盾曾对左联的解散表示强烈不满，认为这是对资产阶级的示弱和溃散，并由此加大了对左联实际掌控人、左联中共书记周扬的不满，由此引发了“国防文学”和“民族革命战争的大众文学”之争。
1936年4月，日本改造社社长山本在上海采访鲁迅，问及左联情况时，鲁迅说：“我本来也是左联的一员，但是这个团体的下落我现在也不知道了。”这次采访内容随后在《改造》期刊公开发表。鲁迅拒绝加入1936年6月7日成立的中国文艺家协会，另外发表了《中国文艺工作者宣言》。鲁迅写信称“好在现在旧团体已不存在，新的呢，我没有加入，不再会因我而引起一点纠纷。我希望这已是我最后的一封信，旧公事全都从此结束了。” 

## 机关刊物《文报》
“文总”下面有“八大盟”，而各联盟的分散和工作重心各不相同，为了更好地指导工作，交流各盟斗争活动的情况，在1931年成立后的第二年，出版了机关刊物《文化月报》，但仅出版了一期，即遭查封。
“文总”鉴于这样的经验教训和进下斗争的需要，出版不定期刊物《文报》，采取了手刻、油印、秘密发行。存世的《文报》有3份，为三十二开本大小，封面每期不同，宣纸印刷。
- 1935年新年号：共38面，《编后记》中写:“别了很久的文报，终于和同志们重新相见了。白色恐怖这么严重，集稿、印刷都感到异常的困难，一切都不能完全依照主观的计划进行……”
- 1935年10月25日出版的第十一期：47面，每面700多字。《文报》两字为套红色，封面上有一图案，画有五个工人在一起讨论，背景为工厂厂房。下端印有“中国左翼文化总同盟编印”字样。刊载了六个联盟的新纲领草案和《关于发表新纲领的紧急通告》。
- 与第十一期同时出版的《文报》副刊《研究资料》第一期：共30面，与第十一期为同一人刻写。刊有第三国际七次代表大会文献7篇，译自共产国际英文公开出版的《国际通讯》刊物。